# 5. Maj Plads
5. Maj Plads er en plads beliggende i Svendborg.

## Navnets Betydning
Navnet tilhører historien for krigens afslutning. På pladsen fejres stadig jubilærer fra krigen og der er lys i vinduerne aftenen den 4. maj. Boligselskabet BSB Svendborg opførte boliger på pladsen, de blev taget i brug i 1952/53.
|  | Denne artikel om lokaliteten 5. Maj Plads kan blive bedre, hvis der indsættes et (bedre) billede. Du kan hjælpe ved at afsøge Wikimedia Commons for et passende billede eller lægge et op på Wikimedia Commons med en af de tilladte licenser og indsætte det i artiklen. |

55°3′43.34″N 10°35′8.02″Ø / 55.0620389°N 10.5855611°Ø